# 名もなき野良犬の輪舞
『名もなき野良犬の輪舞（ロンド）』（なもなきのらいぬのロンド、原題：불한당:나쁜 놈들의 세상）は、2017年公開の韓国映画。ソル・ギョング、イム・シワンが出演した韓国のワース作品。2017年の第70回カンヌ国際映画祭のミッドナイト・スクリーニング部門で上映され、韓国国内の映画賞も多数受賞している。原題は「不汗党：悪い奴らの世界」という意。

## あらすじ
刑務所を出所する若者ヒョンスを迎えたのは裏社会に暗躍するジェホで、二人は刑務所内で出会った。実はヒョンスの素性は、ジェホらの組織を壊滅させることが目的の潜入捜査官で、その見返りは病気の母親の腎臓移植をしてもらうことだったが、その母親はまもなく交通事故死してしまう。刑務所内でヒョンスがジェホの窮地を救い、ジェホがヒョンスの葬儀への計らいをしたところから、二人はお互いに信頼し合い親密さを増していく。
そして出所し、ジェホから組織に来るよう誘われたヒョンスは、自分が警察官であることをジェホに打ち明ける。しかし、ジェホはそのことを最初から知っていて、知らぬふりをして逆に利用しようとしていた。
ヒョンスの上司であるチョン主任は二人の接近を危惧し、母親の交通事故死の首謀者が実はヒョンスに近づこうとしたジェホであると明かして、二人の引き離しと警察への忠誠を仕向ける。
折しもロシア組織からの麻薬取引の話が持ち上がり、警察にもその情報が入って現場に踏み込むが、その裏をかいた組織はまんまと取引を成功させる。その混乱の中で、ジェホはトップである会長を殺害し、組織のトップに躍り出る。
組織と警察の間で揺れ動くヒョンスはジェホを呼び出すが、その待ち合わせ場所にはチョンたち警察も待機し、その中で二人は対峙することになる。
ジェホはヒョンスに銃を向けながら殺さずに去り、背後からのチョンの車に轢かれて瀕死の傷を負う。そこに現れたヒョンスは、自分を駒のように使った冷酷非情なチョンを撃ち殺し、ジェホにその銃を握らせた上でとどめを刺した。

## キャスト
- ジェホ - ソル・ギョング（吹替：咲野俊介）
- ヒョンス - イム・シワン（ZE:A）（吹替：逢坂良太）
- ビョン・ガプ（オセアン貿易の若頭） - キム・ヒウォン（吹替：渡邉隼人）
- チョン（警察チーム長） - チョン・ヘジン（吹替：深見梨加）
- コ・ビョンチョル（オセアン貿易の会長） - イ・ギョンヨン（吹替：上別府仁資）
- キム・ソンハン（全羅道の大ボス） - ホ・ジュノ（吹替：早川毅）

## スタッフ
- 監督：ビョン・ソンヒョン
- 脚本：ビョン・ソンヒョン、キム・ミンス
- 撮影：チョ・ヒョンレ
- 照明：パク・ジョンウ
- 音楽：キム・ホンジプ、イ・ジニ
- 編集：キム・サンボム、キム・ジェボム
- 美術：ハン・アルム
- 衣装：チョ・ヒラン
- ヘアメイク：ソン・ウンジュ
- 視覚効果：イ・ドンフン
- サウンド：パク・ヨンギ、パク・ジュガン

## 受賞歴
- 第54回大鐘賞映画祭：主演男優賞（ソル・ギョング）
- 第38回青龍映画賞：人気スター賞（ソル・ギョング）、撮影照明賞
- 第37回韓国映画評論家協会賞：主演男優賞（ソル・ギョング）、助演女優賞（チョン・ヘジン）、映画10選
- 第4回韓国映画制作家協会賞：助演男優賞（キム・ヒウォン）、撮影賞、照明賞
- 第26回釜日映画賞：助演男優賞（キム・ヒウォン）
- 第1回ザ・ソウル・アワーズ：人気賞（イム・シワン）